# Opatovské zákopy
Opatovské zákopy je přírodní rezervace poblíž obce Opatov v okrese Třebíč v nadmořské výšce 624–650 metrů. Oblast spravuje Krajský úřad Kraje Vysočina. Nově byla přírodní rezervace vyhlášen Nařízením Kraje Vysočina ze dne 24. března 2020 č. 3/2020 o zřízení přírodní rezervace Opatovské zákopy. 
Předmětem ochrany přírodní rezervace jsou:  a)  ekosystém  podhorských  a  horských  smilkových  trávníků,  sekundárních podhorských  a  horských  vřesovišť,  vlhkých  pcháčových  luk,  přechodových rašelinišť a nevápnitých mechových slatinišť a pramenišť s výskytem významných druhů rostlin a živočichů na tato stanoviště vázaných, b)  typy  přírodních  stanovišť  a  druhy,  pro  které  byla  jiným  právním  předpisem vyhlášena evropsky významná lokalita CZ0610518 Opatovské zákopy a které se nacházejí na území přírodní rezervace.